# Mateo Kovačić
Mateo Kovačić (Linz, 6 de maio de 1994) é um futebolista croata que atua como meio-campista. Atualmente joga no Manchester City.
Já conquistou quatro títulos da Liga dos Campeões da UEFA, sendo três deles pelo Real Madrid e um pelo Chelsea.

## Carreira

### Dínamo Zagreb
Kovačić estreou-se profissionalmente pelo Dinamo Zagreb a 20 de novembro de 2010, frente ao Hrvatski Dragovoljac. Ele imediatamente marcou em sua estreia aos 16 anos. Na temporada 2011/12, Kovačić marcou um gol na Liga dos Campeões da UEFA contra o Lyon, tornando-se o segundo jogador mais jovem da Liga dos Campeões.
Em 27 de agosto de 2011 , com 17 anos e 82 dias, Kovačić se tornou o capitão mais jovem da história do Dínamo na primeira partida contra o Lučki.

### Internazionale
Com a ida de Philippe Coutinho para o Liverpool, o clube italiano viu uma lacuna para ser preenchida em seu elenco. Em 31 de janeiro de 2013, Kovačić foi oficialmente adquirido pelo Internazionale, que pagou 11 milhões de euros (mais 4 em bónus) ao Dinamo Zagreb.
Em sua primeira temporada com Walter Mazzarri no comando da equipa, Kovačić tem o seu desempenho inconsistente, também pelo facto de ser utilizado pelo treinador em várias posições e assim não conseguir desenvolver a consistência tática adequada.
 

Já na temporada 2014-15, Kovačić marcou seus primeiros gols pelo Inter, marcando um hat-trick contra o Stjarnan e 5 gols no campeonato.

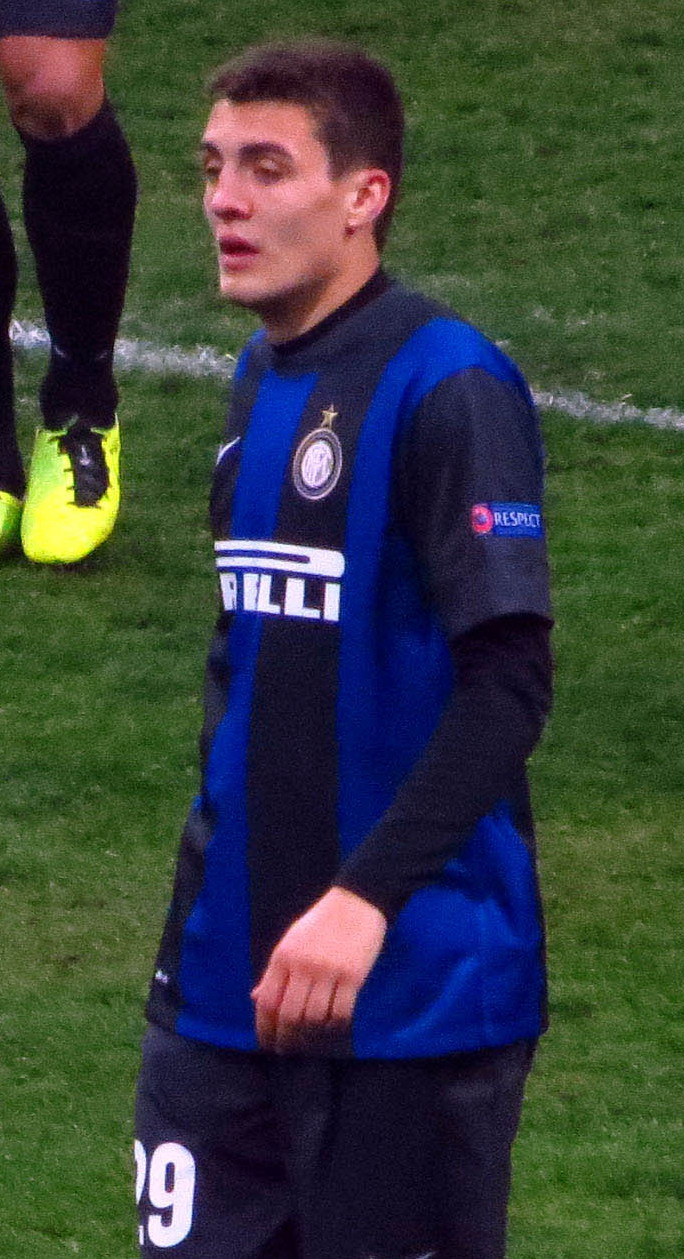
Kovačić durante sua passagem pelo Inter de Milão

No final desta temporada despediu-se do Inter, com quem disputou 97 jogos e marcou 8 golos.

### Real Madrid
Foi contratado pelo Real Madrid no dia 18 de agosto de 2015.O acordo assinado é de seis anos. Nenhum detalhe financeiro foi divulgado, mas a imprensa espanhola estima que o valor da transferência foi de cerca de 30 milhões de euros.Fez sua estreia na primeira rodada de La Liga contra o Sporting de Gijón em uma partida que terminou empatada em 0 a 0.Em 8 de dezembro de 2015, ele marcou seu primeiro gol na vitória por 8–0 contra o Malmö da Suécia pela Liga dos Campeões.

### Chelsea
Kovacic chegou ao Stamford Bridge por empréstimo, contudo se mostrou capaz de defender o  Blues e julho de 2019 foi anunciada sua contratação por por 45 milhões de euros (R$ 194,92 milhões na cotação 2019), ele acertou um compromisso de cinco temporadas com o Chelsea.Ele fez sua estreia em uma vitória em casa por 3–2 contra o Arsenal em 18 de agosto, entrando como reserva no segundo tempo.
Em sua primeira temporada, Kovačić foi peça importante de Maurizio Sarri. Ele participou de 51 partidas e deu duas assistências.
Na temporada 2022/23, Kovačić entrou em campo 37 vezes pelo Chelsea, com dois gols marcados e duas assistências. 

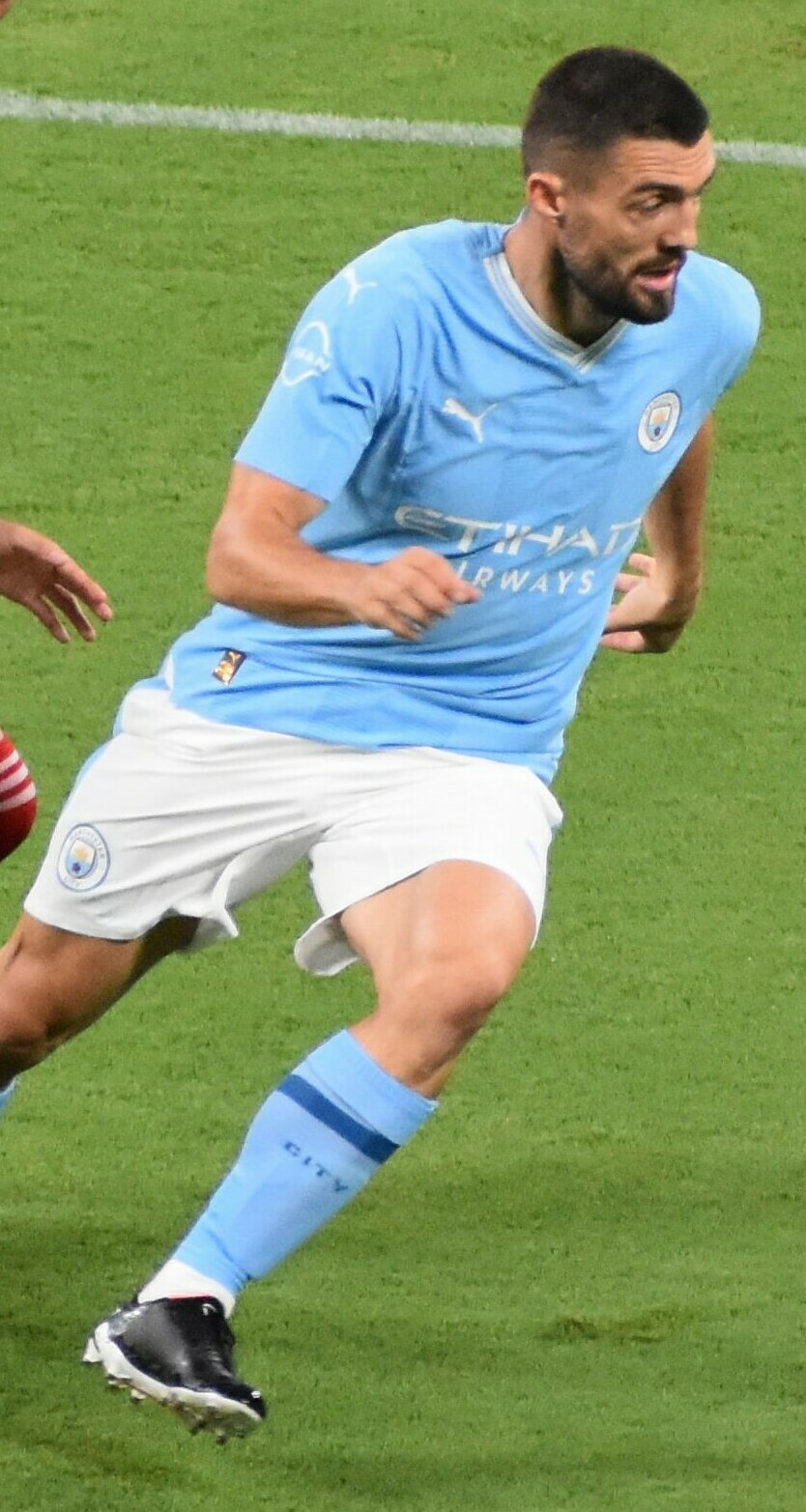
Mateo pelo City.

Em toda sua passagem pelo time de Stamford Bridge foram 221 jogos, com seis gols e 15 assistências. No clube, Kovačić venceu um Mundial de Clubes, uma Champions League, uma Europa League, além de uma Supercopa da Uefa.

### Manchester City
No dia 27 de Junho de 2023, o Manchester City anunciou a contratação de Kovacic que assinou contrato válido por quatro anos.
Mateo Kovacic estreou-se no Manchester City em amigavél de pré-época no dia 23 de julho de 2023, com uma vitória por 5-3 sobre o Yokohama F. Marinos em Tóquio.

## Títulos
Dinamo Zagreb
- Prva HNL: 2010–11, 2011–12 e 2012–13
- Copa da Croácia: 2010–11 e 2011–12

Real Madrid
- Liga dos Campeões da UEFA: 2015–16, 2016–17 e 2017–18
- Supercopa da UEFA: 2016 e 2017
- Copa do Mundo de Clubes da FIFA: 2016 e 2017
- La Liga: 2016–17
- Supercopa da Espanha: 2017

Chelsea
- Liga Europa da UEFA: 2018–19
- Liga dos Campeões da UEFA: 2020–21
- Supercopa da UEFA: 2021
- Copa do Mundo de Clubes da FIFA: 2021

Manchester City
- Supercopa da UEFA: 2023
- Copa do Mundo de Clubes da FIFA: 2023[21]
- Premier League: 2023–24
- Supercopa da Inglaterra: 2024